# Baix Montseny
El Baix Montseny és una subcomarca situada entre el Vallès Oriental i la Selva, amb capital a Sant Celoni.
Està documentada des del segle IX. Històricament, el Baix Montseny forma part de la (Diòcesi de Girona i l'Arquebisbat de Barcelona, ara Bisbat de Terrassa); així com dels partits judicial de Granollers, Santa Coloma de Farners i Arenys de Mar. El 1937 el municipi de Sant Celoni va adoptar el nom oficial de Baix Montseny, anul·lat en finalitzar la guerra.
L'any 2000, la comissió sobre el model d'organització territorial, formada entre altres per Miquel Roca i Jesús Burgueño, assenyalava la possibilitat d'estudiar la creació d'una comarca a l'entorn de Sant Celoni.
Va tenir un diari que es deia L'Actualitat del Baix Montseny i que va desaparèixer el 2012 després de 6 anys de la seva creació. El mateix 2012 va començar a comptar amb una edició pròpia del diari digital Nació Digital anomenada Nació Baix Montseny.

## Municipis
El Baix Montseny engloba catorze poblacions del Vallès Oriental i sis de la Selva. Els alcaldes d'aquests municipis han fet un manifest en defensa de la creació de la comarca del Baix Montseny i coordinen estratègies i realitzen pressions polítiques per aconseguir-ho.
El febrer de 2020 alguns municipis es van constituir sota la Comunitat de Municipis del Baix Montseny, amb l'objectiu de facilitar la col·laboració i coordinació intermunicipal.
| Escut                                                                            | Municipi                    | Població | Extensió terme municipal (km²) | Comarca administrativa |
| -------------------------------------------------------------------------------- | --------------------------- | -------- | ------------------------------ | ---------------------- |
| Arbúcies                                                                         | Arbúcies                    | 6.574    | 86,24                          | La Selva               |
|                                                                                  | Breda                       | 3.930    | 5,02                           | La Selva               |
| Campins                                                                          | Campins                     | 606      | 7,3                            | Vallès Oriental        |
| Fogars de Montclús                                                               | Fogars de Montclús          | 502      | 39,2                           | Vallès Oriental        |
| Gualba                                                                           | Gualba                      | 1.738    | 23,3                           | Vallès Oriental        |
| Hostalric                                                                        | Hostalric                   | 4.446    | 3,39                           | La Selva               |
| Llinars del Vallès                                                               | Llinars del Vallès          | 10.740   | 27,7                           | Vallès Oriental        |
| Montseny                                                                         | Montseny                    | 380      | 26,8                           | Vallès Oriental        |
| Riells i Viabrea                                                                 | Riells i Viabrea            | 4.499    | 27                             | La Selva               |
| Sant Antoni de Vilamajor                                                         | Sant Antoni de Vilamajor    | 6.668    | 13,7                           | Vallès Oriental        |
| Sant Celoni                                                                      | Sant Celoni                 | 18.761   | 64,4                           | Vallès Oriental        |
| Sant Esteve de Palautordera                                                      | Sant Esteve de Palautordera | 3.080    | 10,7                           | Vallès Oriental        |
| Sant Feliu de Buixalleu                                                          | Sant Feliu de Buixalleu     | 878      | 61,94                          | La Selva               |
| Sant Pere de Vilamajor                                                           | Sant Pere de Vilamajor      | 4.941    | 34,74                          | Vallès Oriental        |
| Santa Maria de Palautordera                                                      | Santa Maria de Palautordera | 10.008   | 16,9                           | Vallès Oriental        |
| Vallgorguina                                                                     | Vallgorguina                | 3.198    | 22,2                           | Vallès Oriental        |
| Vilalba Sasserra                                                                 | Vilalba Sasserra            | 780      | 6                              | Vallès Oriental        |
| Ressaltats els municipis integrats a la Comunitat de Municipis del Baix Montseny |                             |          |                                |                        |